# Nombramiento papal

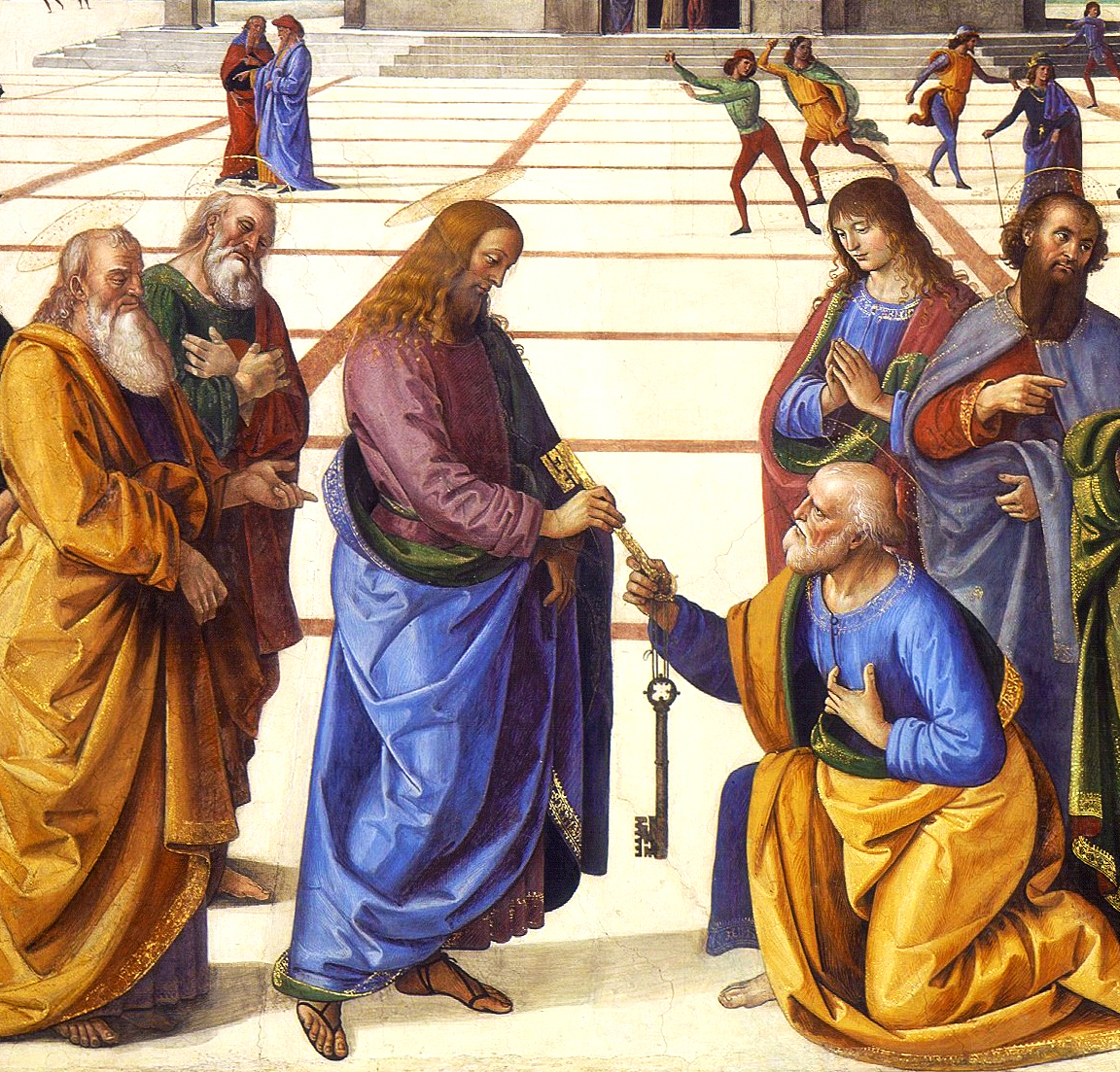
Según la doctrina católica, Jesús designó a Pedro como primer papa.

Nombramiento papal era un método medieval de selección de un papa. Los papas siempre han sido seleccionados por un concilio de padres de la Iglesia, sin embargo, la elección papal antes de 1059 se caracterizaba a menudo por la confirmación o nominación por parte de gobernantes europeos seculares o por sus predecesores. Los procedimientos posteriores del cónclave papal están en gran parte diseñados para limitar la interferencia de los gobernantes seculares que caracterizó el primer milenio de la Iglesia católica, y persistió en prácticas como la creación de cardenaless y el jus exclusivae. El nombramiento pudo adoptar diversas formas, con una variedad de funciones para los laicos y los líderes cívicos, los emperadores bizantinos y germánicos, y las familias nobles romanas. El papel de la elección frente a la población general y el clero era propenso a variar considerablemente, con un peso de la nominación que iba desde casi total a una mera sugerencia o ratificación de una elección previa.
La institución tiene sus orígenes en la antigüedad tardía, donde en más de una ocasión el emperador intervino para resolver disputas sobre la legitimidad de los aspirantes papales. Un precedente importante de este periodo es un edicto de Emperador Honorio, emitido tras un sínodo que convocó para deponer al  antipapa Eulalio. El poder pasó a (y creció con) los Reyes de los ostrogodos, luego el Emperador bizantino (o su delegado, el Exarca de Rávena). Tras un interregno, la Reyes de los francos y el Emperador del Sacro Imperio Romano Germánico (en cuya elección el papa también a veces intervenía), asumían generalmente el papel de confirmar los resultados de las elecciones papales. Durante un período (hoy conocido como el "saeculum obscurum"), el poder pasó del Emperador a poderosos nobles romanos -los Crescenzi y luego los Condes de Tusculum.
En muchos casos, la coronación papal se retrasaba hasta que se confirmaba la elección. Algunos antipapas fueron nombrados de forma similar. La práctica terminó con la conclusión de la Querella de las investiduras debido en gran parte a los esfuerzos del cardenal Hildebrando (futuro papa Gregorio VII), que fue una fuerza orientadora en la selección de sus cuatro predecesores, y la bula papal de 1059 In Nomine Domini del papa Nicolás II; algunos escritores consideran que esta práctica es una forma extrema de "investidura" en sí misma.
Aunque la práctica fue prohibida por el Concilio de Antioquía (341) y el Concilio de Roma (465), los obispos de Roma, al igual que otros obispos, ejercieron a menudo un gran control sobre su sucesor, incluso después del siglo VI. Además, la mayoría de los papas desde el siglo IV al XII fueron nombrados o confirmados por un poder secular.